# Teodorano
Teodorano è un borgo medievale fortificato, frazione di Meldola, comune della provincia di Forlì-Cesena, in Emilia-Romagna. Fu comune autonomo fino al 1925.

## Geografia fisica
Il piccolo borgo fortificato si erge sulla sommità di una collina fra le vallate dei torrenti Rio Salso e Voltre. 
Ha 66 abitanti ed è posto ad un'altitudine di 338 m s.l.m..

## Storia

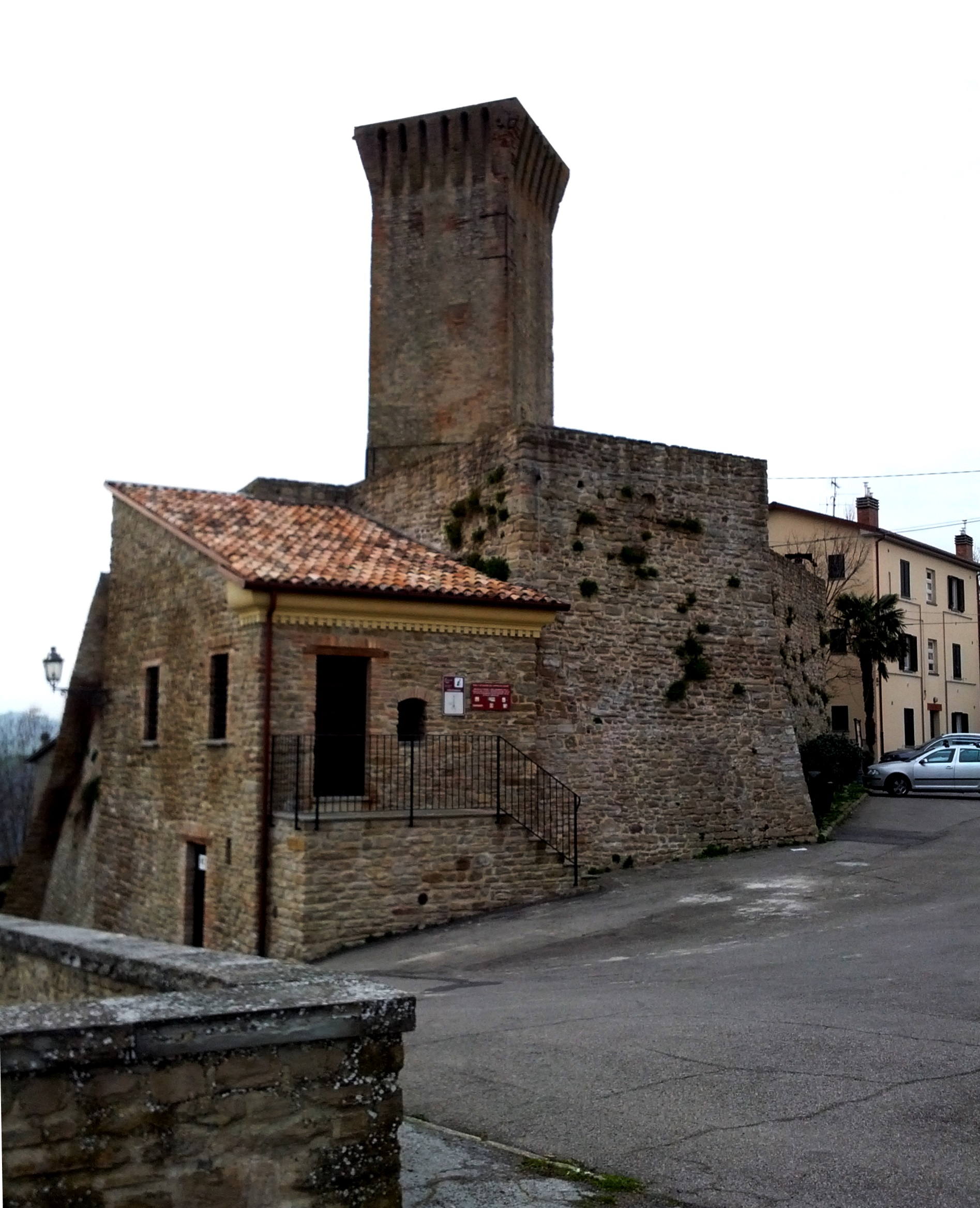
La rocca

La prima testimonianza storica del piccolo centro risale all'anno 551, quando il territorio di fundus Tuderani fu donato all'Esarcato di Ravenna. Nell'XI secolo venne fondato il castello, per volontà dell'arcivescovo Enrico, come postazione di difesa del confine con lo Stato Pontificio. Nel 1238 l'arcivescovo di Ravenna Tederico elevò il borgo a Comune. Dando alla già numerosa comunità  (100 fuochi o famiglie) la possibilità di eleggere dei consoli e tenere mercato all' interno delle mura.
Saccheggiato e occupato da Francesco Ordelaffi nel 1335 venne restituito all ' arcivescovato di Ravenna nel 1362
Quando Cesare Borgia lo conquistò, Teodorano venne quasi del tutto raso al suolo. Riconquistato dall'Esarcato, rimase sotto il suo possesso fino al 1511, quando fu concesso alla famiglia bolognese dei Manzoli.
Fece parte dello stato Napoleonico dopo la conquista nel 1797.

## Monumenti e luoghi d'interesse
- Rocca: castello medievale di cui rimangono le alte mura a protezione del borgo e il mastio. Comprende anche un pozzo a vasi comunicanti risalente all'XI secolo e la campana comunale della vecchia torre civica, distrutta dai bombardamenti della seconda guerra mondiale[4]. Oggigiorno il torrione ospita un serbatoio di acqua potabile[5].
- Chiesa di San Lorenzo, documentata già nel 1285 come soggetta alla pieve di Sanctae Marie in Castonovo.[6]